# Біволарі (Ботошань)
Біволарі (рум. Bivolari) — село у повіті Ботошані в Румунії. Входить до складу комуни Добирчень.
Село розташоване на відстані 382 км на північ від Бухареста, 30 км на схід від Ботошань, 83 км на північний захід від Ясс.

## Населення
За даними перепису населення 2002 року у селі проживали 202 особи, усі — румуни. Усі жителі села рідною мовою назвали румунську.